# 重庆市地震局
重庆市地震局，是中国地震局和重庆市人民政府双重领导，以中国地震局为主的事业单位。根据重庆市人民政府授权，依法履行防震减灾主管机构的各项职责，承担本行政区域内防震减灾工作政府行政管理职能。

## 沿革
1997年6月，重庆市恢复直辖以后，为加强全市的防震减灾工作，重庆市人民政府与中国地震局签订协议决定成立重庆市地震局，同时向中编办汇报了设置重庆市地震局有关问题，1999年5月，中编办批准同意成立“重庆市地震局”，1999年6月正式挂牌成立。
2001年2月组建重庆市地震局党组班子。根据《中央机构编制委员会印发的〈省、自治区、直辖市地震机构改革方案〉的通知》（中编发〔2001〕4号）有关规定，2002年6月中国地震局印发了《重庆市地震局职能配置、机构设置和人员编制方案》（中震发人〔2002〕126 号），明确重庆市地震局为正厅局级机构，实行中国地震局和重庆市人民政府双重领导的管理体制。
2018年4月，重庆地震监测能力近年有所提升，监测能力从原来的2.2级提升至1.5级。2018年5月2日到5月21日，重庆市市地震局举办纪念“5.12”汶川大地震十周年系列宣传活动，普及防震减灾科普知识。

## 主要职责
重庆市地震局主要职责有：
- 根据有关法律、法规、规章规定，监督检查重庆市防震减灾工作，负责拟定重庆市防震减灾工作方针政策，组织起草并组织实施有关地方性法规、规章，制定规范性文件；
- 组织编制重庆市防震减灾规划，编制重庆市防震减灾工作年度计划并组织实施；
- 负责建立地震监测预报工作体系，规划、建设、管理、保护重庆市地震台网（站）及信息系统，制定、实施重庆市地震监测预报方案，强化重庆市地震年度值得注意地区和重点地区震情跟踪，对区县（自治县）地震监测台网（站）和群测群防工作实行行业管理；
- 会同有关部门建立震灾预防工作体系，管理重庆市建设工程抗震设防要求、地震安全性评价、地震灾害预测；
- 承担重庆市人民政府抗震救灾指挥机构的办事机构职能，负责震情和灾情速报，组织地震灾害调查和损失评估，参与制定地震灾区重建规划；
- 会同有关部门建立地震紧急救援工作体系，制定重庆市破坏性地震应急预案并检查落实，组建、培训市地震紧急救援队伍，开展地震应急、救援技术和装备的研究与开发，协助建立地震年度值得注意地区和重点地区的地震应急救援物资储备系统；
- 组织开展水库地震的监测和研究工作，会同有关部门防范地震次生灾害；
- 组织开展防震减灾知识宣传教育工作；
- 承担中国地震局和重庆市委、市政府交办的其他事项。